# Phare de Lehua
Le phare de Lehua est un phare des États-Unis qui se trouve sur Lehua un îlot au nord de Niihau, l'une des îles de l'archipel d'Hawaï.
Ce phare est géré par l'United States Coast Guard.

## Histoire
Lehua est une petite île en forme de croissant, à environ 1 km au nord de Niihau. C'est le résultat d'une éruption phréato-magmatique du volcan éteint de Niihau. L'île est inhabitée et est un sanctuaire pour la faune d'Hawaï.
Le phare a été construit sur Kaunuakala, le point culminant de l'île.

## Description
C'est une tourelle cylindrique blanche de 6 m de hauteur montée sur un socle en béton. Le feu est alimenté à l'énergie solaire.
Il émet, à une hauteur focale de 215 m, un éclat blanc par période de 4 secondes. Sa portée nominale est de 9 milles nautiques (environ 17 km).
Identifiant : ARLHS : HAW-... - Amirauté : G7540 - USCG : 6-29935 .
|                         |
| Position de l'île Lahua |

|                       |
| Vue aérienne de Lahua |